# Snobs
Snobs ist eine australische Fernsehserie der Southern Star Group aus dem Jahr 2003. Die Serie spielt in Eden Beach, einer Vorstadt auf Sydneys nördlichen Stränden. Sie erzählt von der Freundschaft zwischen Abby, einem Mädchen aus einer wohlhabenden Mittelklassenfamilie, und Marian, einem Jungen aus einer Gruppe von Landfahrern. Schon bald gibt es Streit zwischen den Anwohnern von Eden Beach und der Landfahrergruppe, die von den anderen als „Ferals“ bezeichnet werden. Der Titel der Serie ist gleichzeitig der Name des Hundes von Marian.